# لوئیس گوبرن
لوئیس گوبرن (انگلیسی: Lewis Gobern؛ زادهٔ ۲۸ ژانویهٔ ۱۹۸۵) بازیکن فوتبال اهل بریتانیا است.
از باشگاه‌هایی که در آن بازی کرده‌است می‌توان به باشگاه فوتبال کولچستر یونایتد، باشگاه فوتبال هارتل پول یونایتد، باشگاه فوتبال بری، باشگاه فوتبال بلکپول، باشگاه فوتبال ولورهمپتون واندررز، باشگاه فوتبال میلتون کینز دونز، باشگاه فوتبال گریمزبی تاون، و باشگاه فوتبال نوتس کانتی اشاره کرد.